# Marat Sarulu
 (mars 2023).
Si vous disposez d'ouvrages ou d'articles de référence ou si vous connaissez des sites web de qualité traitant du thème abordé ici, merci de compléter l'article en donnant les références utiles à sa vérifiabilité et en les liant à la section « Notes et références ».
Marat Sarulu est un scénariste et réalisateur kirghize né le 26 septembre 1957 à Talas au Kirghizistan (alors intégré à l'URSS) et mort le 9 mars 2023.

## Biographie
Marat Sarulu fait des études de philologie à l'université de Bichkek puis de cinéma à Moscou jusqu'en 1984.
Il commence par cosigner le scénario du film  Le Fils adoptif d'Aktan Abdykalikov. Il se tourne ensuite vers la mise en scène avec un film d'animation, un premier long métrage puis un court métrage. Son film Le Faisan d'or reçoit le Cyclo d'or au neuvième FICA de Vesoul.

## Filmographie
- 1989 : Praying for the Virgin Bird (film d'animation)
- 1993 : In Spe
- 1998 : Mandala (documentaire)
- 2001 : The Fly up (Ergii)
- 2001 : Le Faisan d'or (Altyn Kyrghol )
- 2004 : Rough River Placid Sea (Burnaja reka, bezmiateznoje more)
- 2009 : Chants des mers du sud (Pesni Juzhnykh Morej)
- 2014 : Pereezd

## Distinctions

### Récompenses
- Festival des trois continents 2002 : Montgolfière d'or pour Le Faisan d'or
- Festival international des cinémas d'Asie de Vesoul 2003 : Cyclo d'or pour Le Faisan d'or
- Festival du film Nuits noires de Tallinn 2014 : meilleur réalisateur pour Pereezd